# Chelobasis bicolor
Chelobasis bicolor es un coleóptero de la familia Chrysomelidae.
Fue descrita científicamente en 1832 por Gray.